# Puzhithivakkam
Puzhithivakkam (ook wel Ullagaram genoemd) is een dorp in het district Chennai van de Indiase staat Tamil Nadu.

## Demografie
Volgens de Indiase volkstelling van 2001 wonen er 29.086 mensen in Puzhithivakkam (Ullagaram), waarvan 52% mannelijk en 48% vrouwelijk is. De plaats heeft een alfabetiseringsgraad van 85%. 